# 刘瑛
刘瑛（1963年12月22日—），筆名刘瑛依旧，是德國華人作家。兼任南昌大學、杭州商學院客座教授  。

## 生平
刘瑛，笔名刘瑛依旧，生于江西南昌，1985年毕业于江西师范大学中文系。曾任大学教師、报社记者。1994年初到德国，现居德国北威州Willich。2012年2月创办中欧跨文化交流协会，任會長至今 。

## 写作
2010年4月在《中国作家》文学杂志发表第一部中篇小说《生活在别处》。隨後，又於《十月》、《青年作家》、《小说选刊》、《小说界》等文学杂志上發表過作品。2015年，刘瑛的中篇小说集《不一样的太阳》收入“新世纪海外华文女作家丛书”，同名電影於2017年在美國上映，入圍美国第25届Cinequest Film Festival电影节  。

## 评价
德国华裔作家高关中：「刘瑛的小说题材广泛，不落俗套，涉及德国的教育、社会、法律、政治、宗教、文化等诸多方面，真实反映了华人在德国的生存状态与心路历程，尤其是突出表现了中外文化差异所带来的一系列冲突与矛盾、困惑与理解，既有一定的思想深度，又给人以艺术上的享受。」。

## 作品
- 中篇小说集《不一样的太阳》，海峡出版发行集团/鹭江出版社出版发行，(2016年3月)
- 《刘瑛小说散文》，纽约商务出版社， (2016年10月)[11]